# 돛자리 감마
돛자리 감마(Gamma Velorum)는 돛자리에 있는 840광년 떨어진 항성계이다. 이 별의 겉보기 등급은 +1.7로, 밤하늘에서 밝은 별들 중 하나이다. 이 별의 고유 명칭은 수하일 또는 알 수하일 알 무리프이다.(수하일은 돛자리 람다를 가리키는 명칭으로도 쓰이므로 사용자에게 혼란을 준다) 최근 붙은 이름으로 레고르(Regor)가 있는데, 이는 아폴로 1호 승무원이었던 거스 그리섬이 동료 로저 차피를 놀려주려는 의도에서 만들어진 단어이다. 이 별은 어두운 흡수선상에 밝은 방출선을 보여주기 때문에, '남반구 하늘의 스펙트럼 보석'으로도 불린다.
돛자리 감마는 최소 여섯 개의 별로 이루어진 다중성계이다. 가장 밝은 돛자리 감마2 또는 돛자리 감마 A는 분광형 O9의 청색 초거성(태양질량의 30배)과, 울프-레이에별(태양질량 10배, 질량 손실이 있기 전은 태양질량 40배로 추측)로 이루어져 있는 분광쌍성이다. 이 둘은 1 천문단위 정도 떨어져 있으며 공전주기는 78.5일이다. 이들로부터 가장 가까운 동반성은 돛자리 감마1 또는 돛자리 감마 B로, 이 별은 분광형 B의 준거성이다. B는 천구상에서 A로부터 41.2" 떨어져 있으며, 쌍안경을 이용하면 분리된 모습을 쉽게 관찰할 수 있다.
이외에도 돛자리 감마 항성계에는 더 어두운 몇 개의 반성들이 있다. 돛자리 감마 C는 겉보기 등급 8.5의 분광형 A 항성으로, A로부터 천구상에서 62.3초각 떨어져 있다. 돛자리 감마 D와 E는 천구상에서 A로부터 93.5초각 떨어져 있다. D는 겉보기 등급 9.4의 분광형 A 항성이며, E는 D로부터 천구상에서 1.8초각 떨어져 있으며 겉보기 등급은 +13이다.

## 같이 보기
- 카시오페이아자리 감마

## 참고 문헌
1. ↑  Hoffleit. “밝은 별 목록, 5차 개정판”. 2007년 8월 8일에 확인함.